# Bande de la Uno blanche
La bande de la Uno blanche (italien : Banda della Uno bianca) est une organisation criminelle opérant en Italie, principalement en Émilie-Romagne . Le nom du gang fait référence à la voiture Fiat Uno, une voiture citadine  utilisée par ce gang, facile à voler et difficile à identifier par son utilisation répandue en Italie à l'époque. La plupart des membres de gangs sont des policiers d'extrême droite. Entre 1987 et 1994, le gang a réussi 103 braquages, principalement des vols à main armée, faisant 24 morts et 102 blessés.

## Les membres

### Roberto Savi
Né à Forlì le 19 mai 1954; avec son frère Alberto, Roberto Savi était membre de la Polizia di Stato à la Questura de Bologne en tant qu'opérateur radio du centre d'opérations. Jeune homme, il était un militant de l'extrême droite Fronte della Gioventù. Dans les procès, la froideur brutale de Savi décrivant les crimes les plus atroces qu'il ait commis  a choqué le public. Lorsqu'il répond aux questions dans la salle d'audience, il ne dit pas «oui» ou «non», mais plutôt «affirmatif» ou «négatif».

### Fabio Savi
Né à Forlì le 22 avril 1960 ; frère de Roberto, cofondateur du gang. Comme ses frères, il a également postulé pour rejoindre la police, mais un problème de vue a affecté sa carrière. Depuis l'âge de 14 ans, Fabio de caractère arrogant et agressif, a exercé de nombreux emplois . Avec Roberto, il est le seul membre du gang présent dans la totalité des actes criminels. Fabio a été arrêté quelques jours après son frère, à 27 kilomètres de la frontière avec l'Autriche, alors qu'il tentait de quitter le pays. Il a travaillé comme carrossier et chauffeur de camion, cohabitant à Torriana avec une jeune fille roumaine, Eva Mikula, dont le témoignage s'avére décisif dans la résolution de l'affaire. Après avoir été condamné à perpétuité, il a été transféré à la prison de Sollicciano à Florence, puis à celle de Fossombrone.

### Alberto Savi
Né à Cesena le 19 février 1965, frère cadet de Roberto et Fabio, ils forment ensemble la structure principale du gang. Comme Roberto, Alberto était également policier et, au moment de son arrestation, il servait au poste de police de Rimini . Apparemment plus faible de caractère, il a subi l'influence de ses frères aînés. Il a été condamné à perpétuité le 26 novembre 1994. Après 23 ans de prison, il a reçu une permission de sortie de 12 heures en février 2017 afin de rendre visite à sa mère malade.

### Pietro Gugliotta
Né à Catane en 1960, Pietro n'a pas participé aux actions meurtrières du groupe. Cependant, il a été condamné à 18 ans d'emprisonnement. Également policier, il a travaillé comme opérateur radio à la préfecture de police de Bologne avec son collègue Roberto Savi. Il a été libéré en 2008.

### Marino Occhipinti
Né à Santa Sofia, le 25 février 1965; membre mineur du gang, il a participé à une agression à Casalecchio di Reno le 19 février 1988 au cours de laquelle un agent de sécurité est mort. Il a  été condamné à la réclusion à perpétuité. Depuis 2002, il travaille dans une coopérative sociale.

### Luca Vallicelli
Luca Vallicelli était également policier au moment de son arrestation, qui a eu lieu le 29 novembre 1994. Il était agent de la section de la police de la circulation de Cesena. Membre mineur du gang, il n'a participé qu'aux premiers vols, qui se sont terminés sans aucun mort. Il a plaidé coupable et a été condamné à trois ans et huit mois. Licencié par la police, il est en liberté.

## Chronologie des principales actions criminelles
En activité de 1987 à l'automne 1994, le gang a commis 103 actes criminels  causant la mort de 24 personnes et en blessant 102 autres 

### 1987

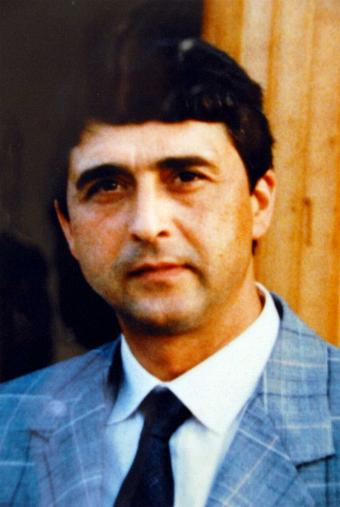
Le policier Antonio Mosca, la première victime du gang

Le gang a commencé ses crimes en 1987, se consacrant la nuit aux braquages des péages autoroutiers le long de l' Autostrada A14 . Le 19 juin 1987, le gang a d'abord frappé  au péage de Pesaro, commis en utilisant une Fiat Regata appartenant à Alberto Savi sur laquelle ils avaient apposé une fausse plaque; le butin s'éleve à environ 1 300 000 lires .
Immédiatement après, le gang a commis en environ 2 mois, 12 vols à des postes de péage .
En octobre 1987, la bande a organisé une tentative d'extorsion contre un habitant de Rimini, Savino Grossi. Les frères Savi ont envoyé une lettre à Grossi indiquant la procédure de paiement. Le marchand a fait semblant de céder au chantage tout en prévenant le commissariat de Rimini . Le 3 octobre, Savino Grossi est allé sur l'autoroute avec sa voiture, cachant un policier dans son porte-bagages, tandis que d'autres voitures du commissariat de Rimini le suivaient à une courte distance.
Cette opération a été suivie par l'inspecteur Baglioni, dont les enquêtes en 1994 conduisent aux membres du gang. Grossi a été contacté par les extorqueurs et s'est arrêté avant le péage de Cesena. Avec l'intervention de la police, une fusillade a éclaté au cours de laquelle l'inspecteur Antonio Mosca a été grièvement blessé et succombe à ses blessures le 29 juillet 1989.

### 1988
Le 30 janvier, Giampiero Picello, un agent de sécurité à Rimini est tué lors d'un vol dans un supermarché.
Le 20 février, Carlo Beccari, agent de sécurité d'un supermarché de Casalecchio di Reno a est tué et son collègue Francesco Cataldi est blessé.
Le 20 avril, deux carabiniers, Cataldo Stasi et Umberto Erriu en interceptant la voiture des Savi sont  tués  dans un parking à Castel Maggiore, près de Bologne,. Pour ce meurtre, des erreurs de directives de la part d'un carabinier sont découvertes , .

### 1989
En 1989, lors d'un vol dans un supermarché de la Corticella frazione de Bologne, Adolfino Alessandri, témoin oculaire retraité de 52 ans, est criblé de coups de feu.

### 1990
En 1990, 6 personnes sont tuées.
Le 15 janvier, Giancarlo Armorati est gravement touché via Mazzini à Bologne, lors d'un vol dans un bureau de poste. Il mourra un an plus tard des suites de ses blessures. D'autres personnes sont blessées.
Le 6 octobre, Primo Zecchi, qui a noté le numéro de la plaque d'immatriculation des criminels est tué,.
Le 23 décembre, le gang ouvre le feu sur les caravanes du camp de gitans de Bologne via Gobetti, tuant deux personnes (Rodolfo Bellinati et Patrizia Della Santina) et en blessant d'autres.
Le 27 décembre, deux personnes sont tuées dans deux épisodes de violence. Luigi Pasqui, un commerçant de 50 ans, a tué lors d' un vol dans une station-service  à Castel Maggiore alors qu'il tentait de donner l'alarme. Quelques minutes plus tard, le gang tue Paride Pedini, qui s'est approché de la Uno blanche abandonnée  portes ouvertes.

### 1991
Le 4 janvier vers 22 heures, dans le quartier du Pilastro à Bologne, une patrouille de carabiniers est attaquée par le groupe criminel. Le gang passe à cet endroit par hasard, en route pour San Lazzaro di Savena, à la recherche d'une voiture à voler. Via Casini, la voiture de la bande est dépassée par la patrouille et la manœuvre est interprétée par les criminels comme une tentative de lecture du numéro de plaque et il est décidé de liquider les carabiniers.
Après les avoir accostés, Roberto Savi tire  les forces de l'ordre, du côté du chauffeur Otello Stefanini. Malgré les graves blessures subies, les carabiniers tentent de s'échapper, mais la voiture finit sa course sur des containers à poubelle et est criblée de balles. Deux carabiniers, Andrea Moneta et Mauro Mitilini réussissent à sortir de la voiture et répondent aux coups de feu en blessant Roberto Savi mais tombent sous le feu et sont achevés d'une balle à l'arrière de la tête.
Le groupe criminel a également pris le rapport du service de patrouille et a fui. Le Uno blanche est abandonnée à San Lazzaro di Savena sur le parking de via Gramsci et incendiée; l'un des sièges est souillé du sang de Roberto Savi, blessé à l'abdomen lors de la fusillade. Le massacre est  revendiqué par le groupe terroriste Falange Armata . Cette affirmation est jugée peu fiable, car elle est intervenue après le communiqué de presse aux médias.
Le massacre est resté impuni pendant environ quatre ans. Les enquêteurs ont suivi des pistes erronées.
Le 20 juin 1992, sur la base de faux témoignages, les deux frères Santagata affiliés à la camorra de Marco Medda sont arrêtés, tous résidant et ayant des affaires dans le quartier de Pilastro mais  le 25 janvier 1995, ils ont été déclarés non coupables du crime par le tribunal de Bologne,,,.
Par la suite les membres du gang avouent le crime pendant le procès.
Le 20 avril, Claudio Bonfiglioli est tué à Borgo Panigale lors d'un vol dans sa station-service.
Le 2 mai, dans un magasin d'armes à Bologne, Licia Ansaloni, propriétaire du magasin, et Pietro Capolungo, carabinier à la retraite, sont tués. Au cours de ce vol, une femme voit Roberto Savi à l'extérieur de la boutique et, après le vol, fournit une identité aux enquêteurs. Lorsqu'il est montré au mari d'Ansaloni, il déclare qu'il pourrait ressembler beaucoup à Roberto Savi, son client habituel, un policier de Bologne. Mais personne parmi les enquêteurs ne relie r Savi aux preuves sanguines relevées dans les précédentes affaires.
Le 19 juin, à Cesena, Graziano Mirri, père d'un policier est tué devant son épouse lors d'un vol dans sa station-service de Viale Marconi , .
Le 18 août, Ndiaj Malik et Babou Chejkh, deux ouvriers sénégalais, sont tués dans une embuscade à San Mauro Mare, frazione de San Mauro Pascoli, tandis qu'un troisième, Madiaw Diaw, est blessé. L'attaque  est motivée par un comportement raciste des membres du gang. Peu de temps après le double meurtre, la voiture du gang croise  une Fiat Ritmo avec des jeunes hommes à bord, qui sermonnent  le conducteur de la  Uno pour sa manœuvre risquée. Des coups de feu sont tirés vers la Ritmo, sans faire de victime.

### 1992
En 1992, aucun homicide n'est  enregistré, mais le gang commet quatre vols de banque et un dans un supermarché.

### 1993
Le 24 février, le gang est responsable du meurtre de Massimiliano Valenti,, un garçon de 21 ans qui a vu la voiture après un vol de banque. Le gang a kidnappé le jeune homme et l'a ensuite transporté dans une zone isolée et l'a exécuté. Le corps de Valenti est retrouvé dans un fossé de la commune de Zola Predosa . L'examen d'autopsie révèle la présence des trous de balles sur son visage tirés de haut en bas.
Le 7 octobre, l'électricien Carlo Poli est tué à Riale frazione de Zola Predosa.

### 1994
En 1994, le gang intensifie ses activités criminelles envers les banques, en commettant  9 vols.
Le 24 mai, le directeur de la banque Cassa di Risparmio de Pesaro Ubaldo Paci est abattu alors qu'il ouvrait la banque à huit heures et quart du matin,.

## Arrestation
Devant la répétition des banques, la police généralise leur surveillance et Le 3 novembre 1994, Fabio Savi effectue une inspection dans une banque de Santa Giustina, dans la région de Rimini, devant laquelle se trouvent les agents Baglioni et Costanza. Savi arrive sur place dans une Fiat Tipo blanche dont la plaque d'immatriculation est illisible en raison de sa saleté, éveillant la curiosité des enquêteurs présents sur place, qui ont comparé l'apparence du conducteur avec un portrait robot. Constatant une vague ressemblance ils décident de le suivre et la filature les mène au domicile de Fabio Savi à Torriana. À partir de ce moment, l'enquête mène à l'arrestation des criminels à commencer par celle de Roberto Savi .

## Sentences
Les membres du gang sont arrêtés. Les procès se sont terminés le 6 mars 1996 par trois condamnations à perpétuité pour chacun des frères Savi, une peine à perpétuité pour Marino Occhipinti, 28 ans de prison pour Pietro Gugliotta, commuée en 18 ans.
.
Luca Vallicelli, un membre mineur du gang, a été condamné à 3 ans et 8 mois.
Après 14 ans d'emprisonnement, en août 2008, Pietro Gugliotta a été libéré grâce à la promulgation de l'indulto et de la loi Gozzini.
Dans le cadre du procès des gangs, il a également été ordonné que l'État paie les proches des 24 victimes 19 milliards de Lires
Le père des frères Savi, Giuliano Savi, s'est suicidé le 29 mars 1998, avalant sept boîtes de Lorazepam dans un Uno blanche garée à Villa Verucchio, à 13 kilomètres de Rimini.